# Clara Serra Sánchez
Clara Serra Sánchez (Madrid, 13 de setembre de 1982) és una política feminista espanyola, diputada de l'Assemblea de Madrid, on és presidenta de la Comissió de Dona i vocal de la Comissió de Sanitat. Membre del consell ciutadà estatal i responsable de l'Àrea d'Igualtat, Feminismes i Sexualitats estatal de Podem.

## Biografia
Va néixer a Madrid el 13 de setembre de 1982. Es va llicenciar en filosofia per la Universitat Complutense de Madrid. Va realitzar un màster en Estudis Avançats de Filosofia i un altre en Estudis Interdisciplinaris de Gènere. Ha estat col·laboradora honorífica a la Universitat Complutense participant en seminaris i cursos acadèmics. Va ser professora d'educació secundària i batxillerat durant sis anys fins que va ser triada diputada de l'Assemblea de Madrid el 2015.
Va participar en les protestes contra el Pla Bolonya i en el moviment estudiantil contra la "mercantilització" de la universitat i en defensa de la universitat pública. Va començar a participar en Podem des dels primers passos del projecte, i va ser membre del cercle de feminismes de Madrid. Després, va ser triada consellera ciutadana estatal. El 15 de novembre de 2014 va ser nomenada responsable de l'Àrea de Dona i Igualtat (posteriorment Àrea d'Igualtat, Feminismes i Sexualitats) del consell ciutadà estatal de Podem.
Va ser escollida diputada de l'Assemblea de Madrid en les eleccions a l'Assemblea de Madrid de 2015. Posteriorment, va ser designada presidenta de la Comissió de Dona i vocal de la Comissió de Sanitat.

## Publicacions
- "Poder y subjetividad en Juego de tronos". Clara Serra Sánchez i Eduardo Fernández Rubiol a Pablo Iglesias (coord.) VVAA Ganar o morir. Lecciones políticas de Juego de Tronos. Akal, 2014.
- El mercado en el lugar del absoluto
- Bolonia no existe. La destrucción de la universidad europea, Hiru
- Educación para la ciudadanía (ESO), Grupo Pandora, VVAA, Akal
- Filosofía y ciudadanía. EGrupo Pandora, VVAA, Editorial Akal.